# V-Cube 7

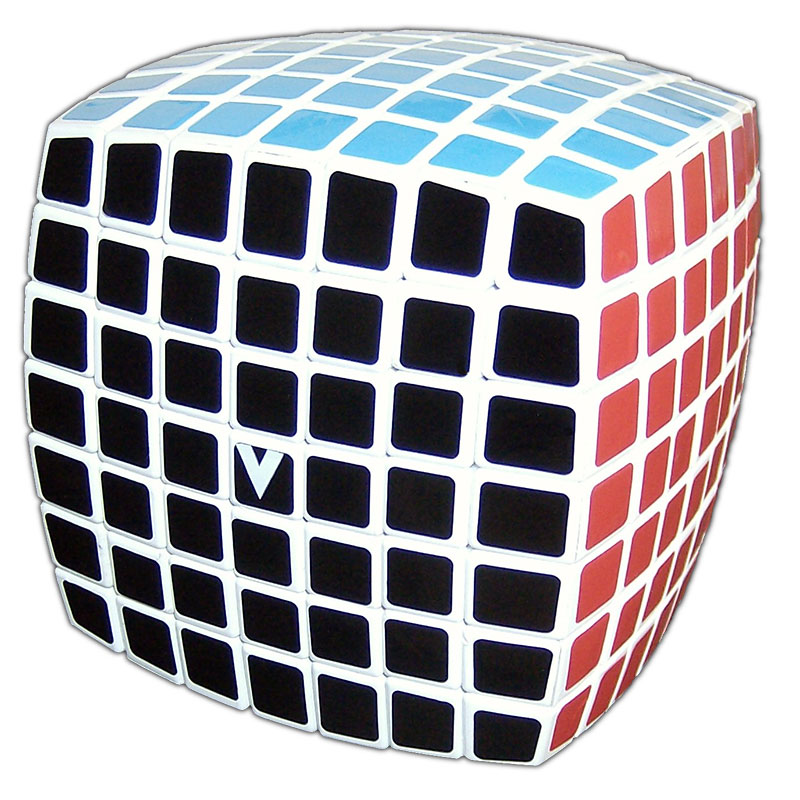
De V-Cube 7 in zijn opgeloste staat

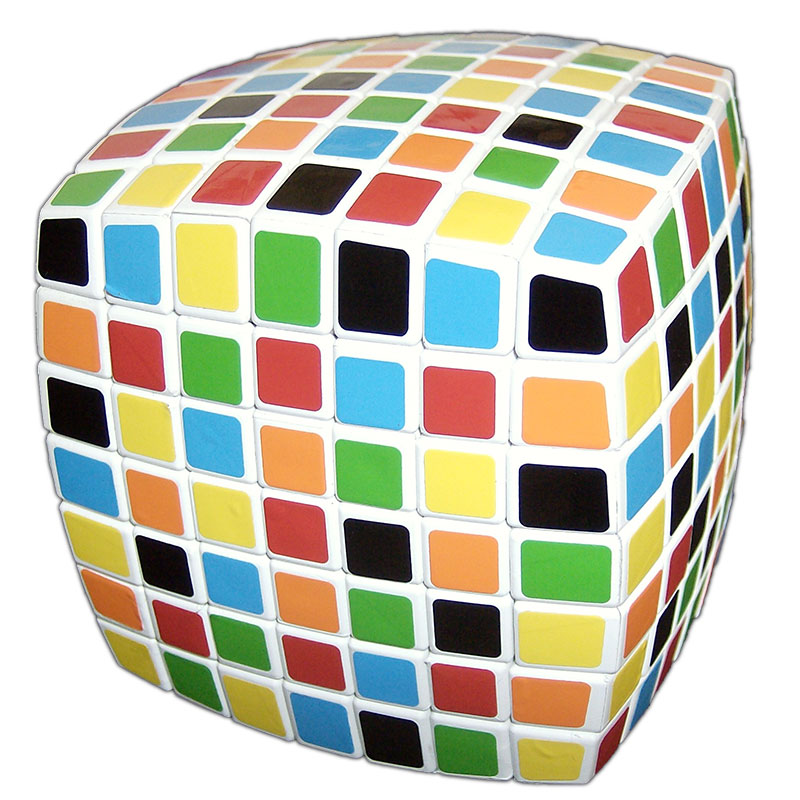
De V-Cube 7 in zijn onopgeloste staat

De V-Cube 7 is de 7×7×7 versie van de Rubiks kubus. Deze kubus is uitgevonden door Panagiotis Verdes en wordt gefrabiceerd door zijn bedrijf, Verdes Innovations SA.

## Mechanisme
De puzzel bestaat uit 218 stukken. Zes daarvan (de middens) zijn rechtstreeks aan het binnenwerk vastgemaakt. De 24 stukken die het midden van elk vlak omringen zijn gewoon vierkante puzzelstukken die in het binnenwerk zitten vastgehaakt. Doordat deze stukken ten opzichte van elkaar kunnen bewegen, maakt dat het grote verschil met de gewone Rubiks kubus.
Er zijn 60 randstukken, die, per rand, achter elkaar zitten vastgehaakt naar het midden toe. De hoekstukken zitten met een achtste bol achter alle andere stukken ingehaakt.

## Permutaties
Er zijn 8 hoekstukken, 60 randstukken en 150 centrumstukken (waarvan 6 vast). voor de hoekstukken zijn alle permutaties mogelijk. Zeven van deze stukken kunnen onafhankelijk georiënteerd worden. De oriëntatie van de achtste hangt van de andere zeven af. Dit geeft 8!×37 combinaties.
Er zijn 144 beweegbare centrumstukken, bestaande uit 6 sets van 24 stukken elk. Deze stukken kunnen niet van set verwisseld worden. Elke set kan op 24! verschillende manieren geordend worden. Als we ervan uitgaan dat de vier centrumstukken rond elk midden niet van elkaar te onderscheiden zijn, geeft dat 24!/(4!6) mogelijkheden per set. Aangezien er zes kleuren zijn worden dat dus 24!6/(4!36) mogelijkheden.
Er zijn 60 randstukken. De 12 middenstukken van de ribben kunnen op 12!/2 mogelijkheden geordend worden, aangezien een oneven permutatie van de hoeken ook een oneven permutatie van deze stukken inhoudt. Ze kunnen elk op 2 manieren georiënteerd worden (waarbij de oriëntatie van de laatste afhangt van de 11 andere). De twee stukken die steeds aan het midden grenzen en de twee buitenste stukken van elke rand, kunnen steeds op 24! mogelijkheden geordend worden (dit wordt dus 24!2)
Dit geeft een totaal aantal permutaties van
{\displaystyle {\frac {8!\times 3^{7}\times 12!\times 2^{10}\times 24!^{8}}{4!^{36}}}\approx 1.95\times 10^{160}}
Dit getal is 19 500 551 183 731 307 835 329 126 754 019 748 794 904 992 692 043 434 567 152 132 912 323 232 706 135 469 180 065 278 712 755 853 360 682 328 551 719 137 311 299 993 600 000 000 000 000 000 000 000 000 000 000 000 (ongeveer 19,501 sexvigintillion).

## Records
Het huidige wereldrecord voor de V-Cube 7 staat op naam van Max Park met een tijd van 1 minuut en 40,89 seconden tijdens het CubingUSA Nationals 2019 Het beste gemiddelde record staat ook op naam van Max Park met 1 minuten en 50,10 seconden die hij behaalde tijdens het WCA World Championship 2019.